# Джон Ребак
Джон Ребак з Кіннейла (1718 — 17 липня 1794) — англійський винахідник і промисловець, який відіграв важливу роль у промисловій революції і відомий розвитком промислового виробництва сірчаної кислоти. З 1764 — член Лондонського королівського товариства.

## З життєпису
Джон Ребак народився в Шеффілді, де його батько, також Джон Ребак, мав процвітаючий виробничий бізнес.
Після відвідування Шеффілдської гімназії та академії доктора Філіпа Додріджа в Нортгемптоні. Ребак вивчав медицину в Единбурзі, де він захопився хімією. Він закінчив ступінь доктора медицини в Лейденський університет у 1742 році. Ребак розпочав медичну практику в Бірмінгемі, але багато часу присвятив хімії, особливо її практичному застосуванню. Серед найважливіших його ранніх досягнень у цій галузі було введення в 1746 р. свинцевих конденсаційних камер для виробництва сірчаної кислоти. Разом із Самуелем Гарбеттом у 1749 році він побудував фабрику в Престонпанс, у Шотландії, для виробництва кислоти, і протягом кількох років вони користувалися монополією.
Далі Рубак зайнявся виробництвом заліза і в 1759 р. заснував Карронський металургійний завод — металургійний завод у Карроні Стерлінгшир з Гарбеттом та іншими партнерами (Ебенезер Робук, Томас Рубак, Вільям Каделл та ін). Там він вніс різні вдосконалення у способи виробництва, включаючи перетворення (запатентовано в 1762 р.) чавуну в ковке залізо «дією порожнистого вугілля», що викликається потужним штучним вибухом. Ебенезер загинув у 1771 р. у аварії: під час перегляду робіт величезний шматок заліза впав на нього. Ебенезер активно сприяв успіху металургійного заводу, і після його смерті якість продукції заводу знизилася.
Ребак також орендував шахту у Бонесс для постачання вугілля на Карронський металургійний завод, але, опускаючись до нових пластів, він зіткнувся з такою кількістю води, що це створило проблеми. Для її відкачки застосовували двигун Джеймса Ватта, Ребак зв'язався з його винахідником. В обмін на дві третини частки винаходу він допоміг Ватту вдосконалити його деталі, сплативши борги Ватту та надавши йому місце для роботи. The workplace became known as James Watt's Cottage and was built in a secluded area of Kinneil House as Roebuck was worried about industrial espionage.
Проблеми Ребака на заводі Карронському заводі і у вугільній галузі, посилені невдачею спроби виробництва лугу, призвели його до фінансових труднощів, і він був змушений продати свою частку в двигуні Ватта Метью Боултон натомість за анулювання боргу в 1200 фунтів стерлінгів. Згодом Робуку довелося відмовитись від зацікавленості роботами Бонесса, він продовжував керувати ними та проживати в сусідньому Кіннейл-Хаус, де займався сільським господарством у значних масштабах.
Джон Ребак помер у 1794 р. і був похований на подвір'ї Кариден біля церкви Бонесса.